# 招振強
招振強（英語：Dennis Chiu Chun Keung，1951年—），別名招嵎棟，香港電視導演、前亞洲和無綫電視監製。畢業於無綫電視第一期無綫電視藝員訓練班。目前於中國大陸從事幕後製作工作。

## 背景
招振強早年居住在香港島中西區，成年之後移居九龍紅磡。他在1958年之前曾入讀其他小學，1963年從高主教書院小學部畢業後，原校升讀中學（1963年至1964年中一）。不過於1964年轉往仿林中學重讀中一年級，在校時曾被選為模範生，亦獲得香港賽馬會助學金。他於1972年報考無綫電視第一期無綫電視藝員訓練班，翌年畢業轉投幕後。由助導開始，後升任編導、監製。招振強在1980年代是無綫電視的名監製，創作了不少極受歡迎的電視劇。至1985年12月離開無綫電視，並前往台灣為香港藝能錄像製作（珠城影業）在當地的分部拍攝錄影帶。該製作公司是他與另一電影製作人梁李少霞於1986年共同創立，主力推出錄影帶且發行至海外地區如越南。
其後招振強在1988年初返回香港發展，轉至亞洲電視出任副製作總監（同年10月履新），再在1989年5月升為製作總監。但只以自由身身份參與行政決策，實際上在1991年才與亞洲電視簽約兩年；簽約原因出於周梁淑怡當年由亞洲電視行政總裁轉任董事及顧問有關。及後由於亞視內部人事變動問題，招振強很快便与「永盛影音公司」簽約，他也因此遭到亞視解僱。此後，招振強把工作重心轉移至中國大陸，又在1996年為無綫電視監製《新上海灘》。1980年代在無綫工作時期，他同時與邵氏兄弟簽下導演合約，所以曾執導數齣電影。其跨界拍電影的原因在於他認為電視台的分工太精細，令個人方面難以發揮。而在亞洲電視工作前，他曾加入「體運傳訊」，為1988年夏季奧林匹克運動會擔任直播節目監製。2001年8月代替杜琪峯出任中國星集團營運總監一職。
他往後一直長居北京，2019年決定開辦小型電影製作訓練班，培訓鄉間村民製作電影的流程。2020年11月曾因急性胃出血而被送往醫院救治。

## 家庭生活
招振強的首任妻子為當時在訓練班時認識的同學莊文清，二人於1976年結婚，後來離婚。1992年與城市故事中飾演蘇海雯（蚊豬）一角的吳茜薇結婚；2014年5月宣佈正辦離婚手續，原因未明。招吳二人在結婚前已於1989年開始交往。招振強自轉戰中國內地之後，已跟一名國內女子結婚。

## 監製列表

### 電視劇（無綫電視）
- 1975年：《民間傳奇系列 之 紫釵記》
- 1976年：《民間傳奇系列 之 三笑》
- 1976年：《龍虎豹》
- 1977年：《民間傳奇系列 之 魘》
- 1978年：《倚天屠龍記》
- 1978年：《一劍鎮神州》
- 1978年：《袋鼠絲苗為兩餐》
- 1979年：《絕代雙驕》
- 1980年：《上海灘》
- 1980年：《上海灘續集》
- 1980年：《衝擊》
- 1981年：《他的一生》
- 1981年：《前路》
- 1981年：《突破》
- 1982年：《飛越十八層》
- 1982年：《雙面人》
- 1982年：《過山車》
- 1982年：《香城浪子》
- 1983年：《老洞》
- 1983年：《賴布衣妙算玄機》
- 1984年：《再版人》
- 1984年：《畫出彩虹》
- 1984年：《新紮師兄》
- 1985年：《大香港》
- 1985年：《拆擋拍檔》
- 1985年：《新紮師兄續集》
- 1996年：《新上海灘》（用化名招嵎棟監製此劇）

### 電視劇（亞洲電視）
- 1989年：《夜琉璃》
- 1989年：《皇家檔案》
- 1989年：《上海風雲之爭雄歲月》
- 1989年：《上海風雲之危城歲月》
- 1989年：《野櫻花》
- 1989年：《塘西故事》
- 1989年：《皇家檔案續集》
- 1989年：《白骨陰陽劍》
- 1990年：《中華英雄》

### 電視劇（其他）
- 1989年：《鹽皇令》（珠城影業公司、1989年1月16日亞洲電視黃金台首播）監製、導演
- 1996年：《花幟》導演
- 2004年：《反串》（浙江電視台）
- 2004年：《夏日里的春天》艺术总监
- 2008年：《祈望》执行导演
- 不詳：《笑傲公門》（珠城影業公司）監製

## 編劇、編導列表
電視劇編劇（無綫電視）
- 1975年：《民間傳奇系列 之 四進士》

電視劇助理編導（無綫電視）
- 1974年：《烏龍劍客》
- 1975年：《民間傳奇系列 之 金葉菊》
- 1975年：《民間傳奇系列 之 獅吼記》

電視劇編導（無綫電視）
- 1975年：《民間傳奇系列 之 畫皮》
- 1979年：《名劍風流》
- 1984年：《新紮師兄》

## 電影編劇
- 2000年：《鬼名模》

## 導演作品
- 1980年：《阿燦正傳》
- 1984年：《風流冤鬼》 (與李泰亨合導)
- 2000年：《賤男特警》
- 2000年：《回頭太難》
- 2000年：《鬼名模》

## 電視劇演出（無綫電視）
- 1975年：《乘風破浪》 飾 丁老師
- 1976年：《江湖小子》 飾 何希

## 參與節目
- 1991年：向每顆星致敬（亞洲電視）[19]

## 外部連結
- 藝員變法師，學佛解心寃，《溫暖人間》第283期，2010年6月14日 （页面存档备份，存于）